# Heiligenkreuz (Basse-Autriche)
Pour les articles homonymes, voir Heiligenkreuz.
Heiligenkreuz est une commune du district de Baden, en Autriche.
On y trouve l'abbaye de Heiligenkreuz.